# Гагик I
Га́гик I (арм. Գագիկ Ա; ? — 1017) — царь (шахиншах) Армении в 989—1017 годах. Помимо шахиншаха носил также титул «царя армян и грузин».     Правление Гагика I является золотым веком армянского Средневековья.

## Биография

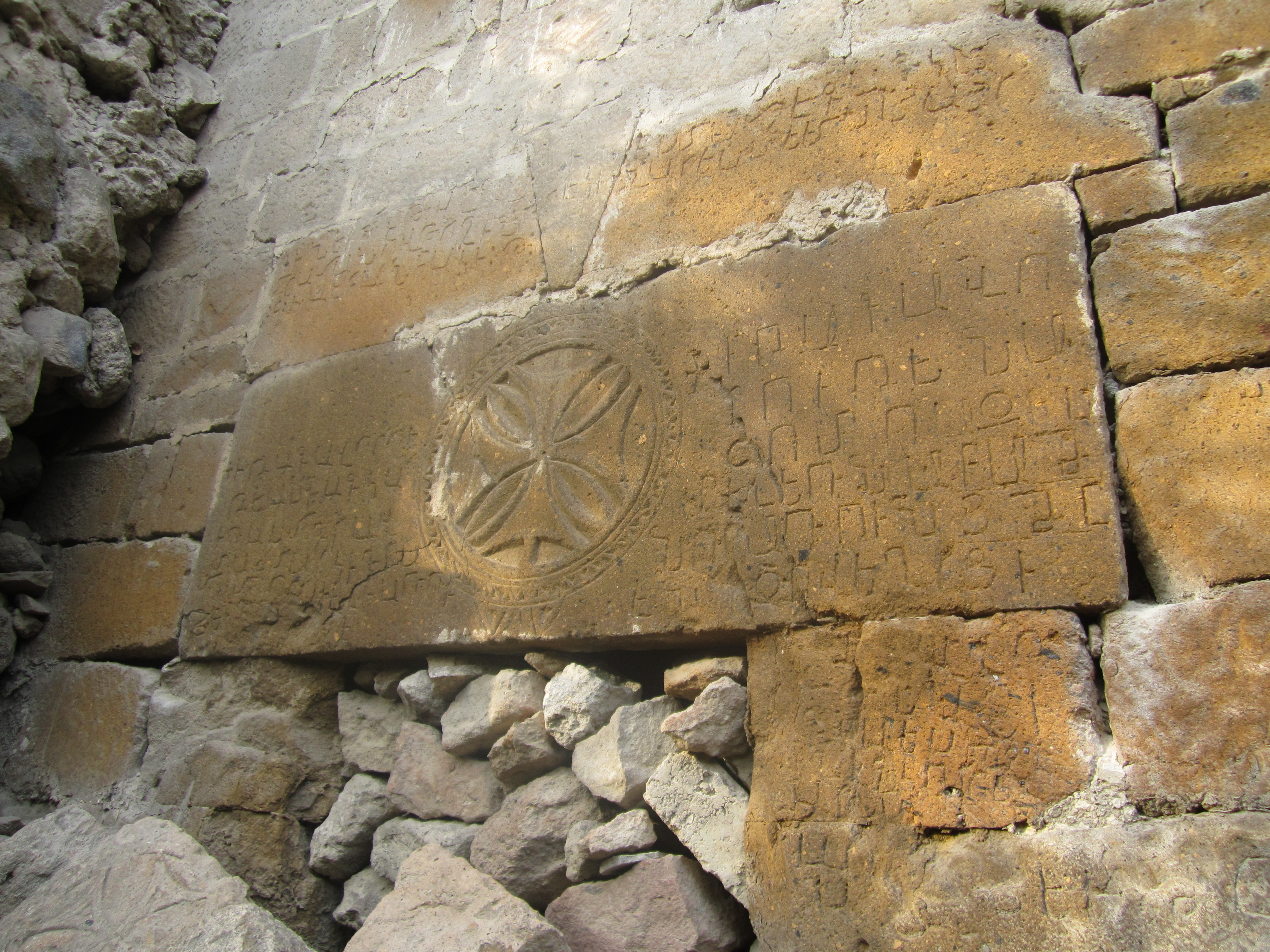
Надпись XI века с упоминанием Гагика I. Село Парпи, Арагацотнская область

Из династии Багратидов, сын Ашота III Милостивого. Он был одним из могущественных и успешных средневековых армянских царей. В 989 году Гагик восходит на престол Армении, поведя страну к новой эре величия. В 998 году армянская армия шахинщаха Гагика наносит поражение силам арабского эмира Мамлана возле селения Цумб. В это сражении армянскими войсками командовал представитель одного из крупнейших и известных армянских феодальных домов Ваграм Пахлавуни.
Гагик I был женат на Катрамиде — дочери царя Сюника Васака. Успешно проводил политику объединения армянских земель и централизации власти. Подавил восстание царя Ташир-Дзорагета Давида I Безземельного, аннексировал от своего вассала Сюникского царя Смбата княжество Вайоц-Дзора, присоединил Хаченское княжество, отнял области Коговит и Цахкотн у Васпураканского царства. Ликвидировал мусульманские эмираты в Армении. В правление Гагика I город Ани стал крупным культурным и торгово-ремесленным центром региона. В нём был построен кафедральный собор (круглый трёхъярусный храм по образцу храма в Звартноце). В 1001 году завершилась строительство Анийского собора архитектора Трдата. 
После смерти Гагика I Анийским царством управляли двое его сыновей, Ованес-Смбат и Ашот IV.